# Vastgoedsector
De vastgoedsector of immobiliënsector groepeert bedrijven die vastgoed promoten of die de rol van bemiddelaar spelen in de aankoop, verkoop of verhuur voor derden, of die instaan voor het beheer van vastgoed.
Het gaat hierbij om de volgende deelindelingen:
1. Projectontwikkeling en handel in onroerend goed voor eigen rekening (woningbouw, commercieel onroerend goed en infrastructuurwerken)
2. Verhuur van eigen onroerend goed (woningen, sociale woningen, niet-residentiële gebouwen en terreinen)
3. Bemiddeling in onroerend goed bij aankoop, verkoop en verhuur en schatting en evaluatie van onroerend goed
4. Beheer van onroerend goed (residentiële gebouwen en overige)

Aandelen die betrekking hebben op een bedrijf dat actief is in de vastgoedsector, worden vastgoedaandelen genoemd.